# Dolosteen

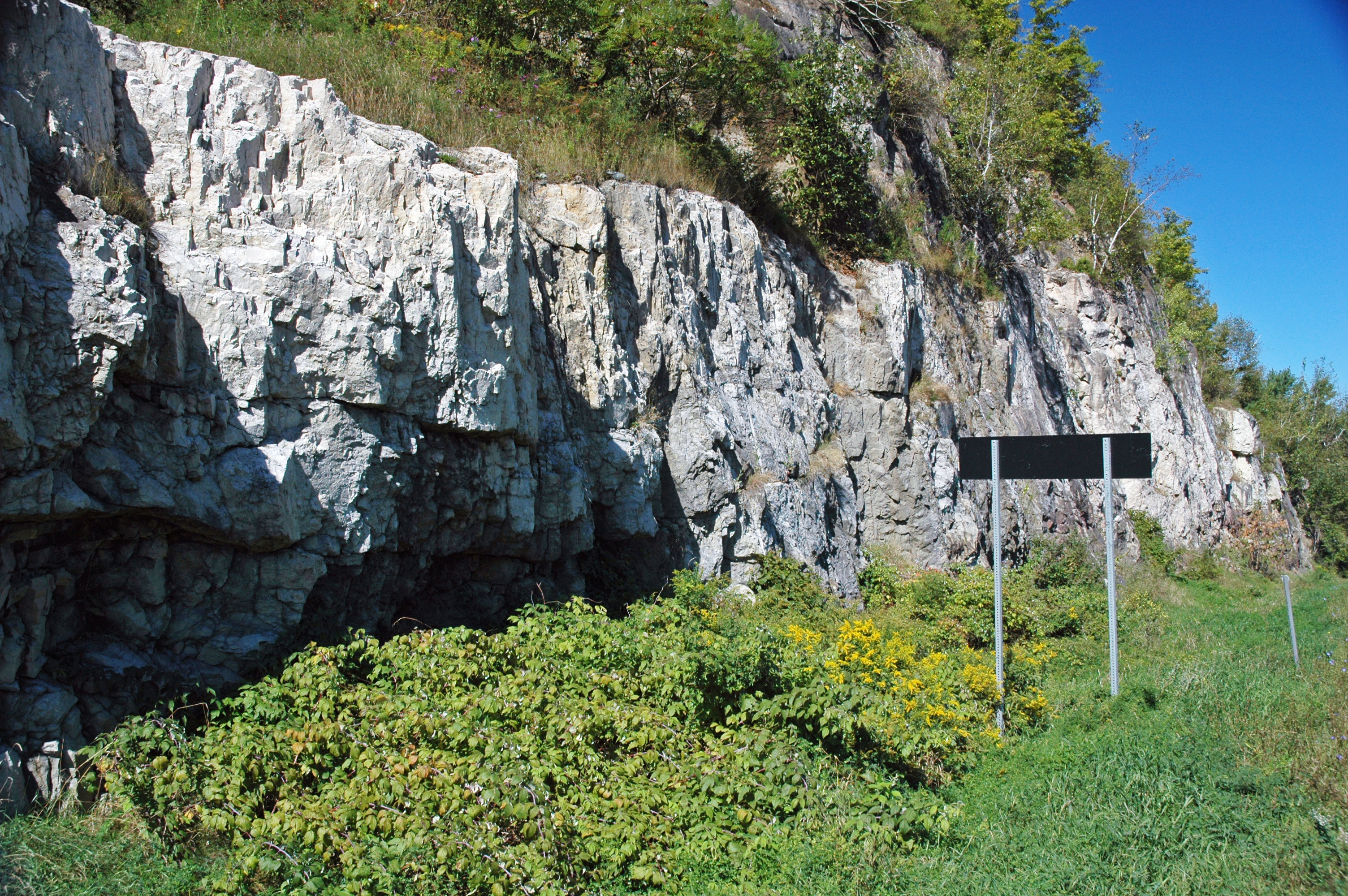
Een massieve laag dolosteen van de Dunham Dolomite (Onder-Cambrium) ontsloten ten zuidoosten van de Lamoille River, Vermont, VS.

Dolomiet of dolosteen is een sedimentair of metamorf gesteente dat voor een groot deel uit het mineraal dolomiet (calcium-magnesiumcarbonaat, CaMg(CO3)2) bestaat. Wegens het voorkomen van het carbonaation (CO32−) is dolosteen een carbonaatgesteente. Dolosteen kan bestaan uit zowel euhedrische als anhedrische kristallen van dolomiet. Relatief zeldzaam is gesteente waarin de kristallen zo groot zijn dat de vorm van dolomiet duidelijk herkenbaar is. Lagen dolosteen komen zowel voor als massieve banken als in afwisseling met gesteente dat voornamelijk uit calciet (CaCO3) bestaat.
Dolomiet en dolosteen zijn genoemd naar de Franse geoloog Déodat de Dolomieu (1750-1801). 

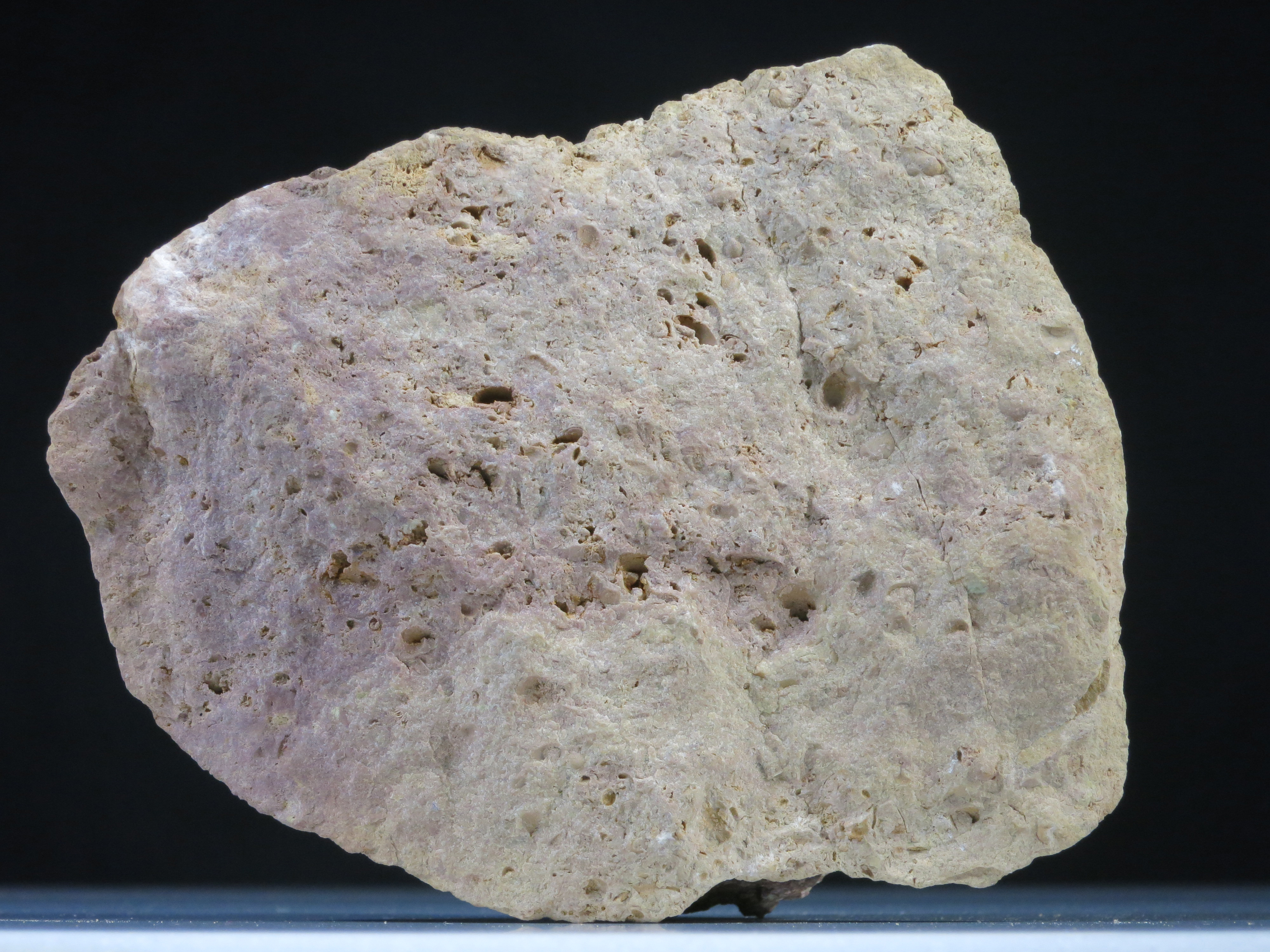
Dolosteen gevonden in Niederlehme, vlak ten zuiden van Berlijn (Duitsland). Het betreft een zwerfsteen oorspronkelijk afkomstig uit het Balticum. Duidelijk zichtbare "oplossingsramen".

## Ontstaan
Dolosteen kan sedimentair van aard zijn als gevolg van het neerslaan van het mineraal dolomiet. Dolomietkristallen komen ook, net als calcietkristallen, veel voor in verschillende andere sedimentaire gesteentes, zoals zandsteen, kalksteen (onder andere areniet of moddersteen), en zelfs kleisteen, waarin het vaak samen met de ijzercarbonaten ankeriet en sideriet voorkomt. Over het ontstaan van dergelijk (chemisch) gesteente is weinig bekend. Met name is bij het neerslaan de natuurlijke verhouding tussen carbonaatmineralen als dolomiet, calciet, of aragoniet (een andere polymoorf van CaCO3) niet precies bekend.
De meeste dolosteen is echter secundair van aard. Het ontstaat door "dolomitisatie", een proces van diagenese. Onder invloed van zee- of grondwater wordt het kation in carbonaatkristallen verwisseld:
{\displaystyle {\ce {2{CaCO_{3(calciet)}}+Mg^{2}+(aq)<->{CaMg(CO3)_{2(dolomiet)}}+Ca^{2}+(aq)}}}
Calcium, dat een relatief grote ionradius heeft, wordt hierbij deels vervangen door magnesium. Op zichtbare schaal wordt een calcietrijke kalksteen omgevormd tot dolosteen. Een direct gevolg van het verschil in radius tussen calcium en magnesium is dat secundaire dolosteen vaak poreus of poederig van aard is. Er kunnen zelfs gaten in het gesteente ontstaan ("oplossingsramen"). Dit type dolosteen is daarom vaak minder competent dan primaire kalksteen en kan makkelijker verweren. Bij het dolomitisatieproces kunnen echter de originele textuur en fossielen in het gesteente bewaard blijven.
Geologen kunnen dolosteen herkennen door erop te slaan: in tegenstelling tot calciet komt er dan meestal wat poeder vrij. Een andere manier om het te onderscheiden is door er zoutzuur op te druppelen. Calciet laat gasbelletjes zien door de snelle reactie met het zuur. Dit is niet het geval bij dolomiet, omdat dit veel langzamer met zoutzuur reageert. Als dolosteen eerst verpulverd wordt reageert het poeder wel snel genoeg met zoutzuur voor zichtbare gasbelletjes.